# Nyíregyháza Tigers
I Nyíregyháza Tigers sono stati una squadra di football americano di Nyíregyháza, in Ungheria; fondati nel 2005, hanno vinto 2 Pannon Bowl (uno dei quali valido come titolo nazionale), 1 Duna Bowl e una IFAF CEI Interleague; hanno chiuso nel 2019.

## Dettaglio stagioni

### Amichevoli
| Stagione | Vin | Par | Per | Tot | PF | PS | avversaria                          |
| -------- | --- | --- | --- | --- | -- | -- | ----------------------------------- |
| 2006     | 0   | 0   | 2   | 2   | 25 | 77 | Debrecen Gladiators, Zala Predators |
| Totale   | 0   | 0   | 2   | 2   | 25 | 77 |                                     |

### Tornei nazionali

#### Campionato

##### Divízió I (primo livello)/HFL
| Stagione | regular season | regular season | regular season | regular season | regular season | regular season | playoff | playoff | playoff | playoff | playoff | playoff        | playoff             |
|          | Vin            | Par            | Per            | Tot            | PF             | PS             | Vin     | Per     | Tot     | PF      | PS      | risultato      | avversaria          |
| -------- | -------------- | -------------- | -------------- | -------------- | -------------- | -------------- | ------- | ------- | ------- | ------- | ------- | -------------- | ------------------- |
| 2009     | 1              | 0              | 3              | 4              | 83             | 109            | 0       | 1       | 1       | 7       | 26      | Semifinale     | Budapest Wolves     |
| 2010     | 5              | 0              | 1              | 6              | 321            | 54             | 1       | 1       | 2       | 27      | 78      | Hungarian Bowl | Budapest Wolves     |
| 2011     | 5              | 0              | 1              | 6              | 194            | 77             | 3       | 0       | 3       | 101     | 38      | Campioni       | Békéscsaba Raptors  |
| 2013     | 0              | 0              | 4              | 4              | 88             | 192            | -       | -       | -       | -       | -       | -              | -                   |
| 2015     | 3              | 0              | 3              | 6              | 156            | 238            | 0       | 1       | 1       | 6       | 44      | Semifinale     | Bratislava Monarchs |
| 2016     | 2              | 0              | 3              | 5              | 95             | 124            | 0       | 1       | 1       | 7       | 24      | Semifinale     | Budapest Cowbells   |
| 2018     | 4              | 0              | 3              | 7              | 198            | 140            | 0       | 1       | 1       | 20      | 35      | Semifinale     | Budapest Wolves     |
| Totale   | 20             | 0              | 18             | 38             | 1135           | 934            | 4       | 5       | 9       | 168     | 245     |                |                     |

Fonti: Enciclopedia del Football - A cura di Massimo Mezzetti

##### Fall Bowl
| Stagione | regular season | regular season | regular season | regular season | regular season | regular season | playoff | playoff | playoff | playoff | playoff | playoff   | playoff         |
|          | Vin            | Par            | Per            | Tot            | PF             | PS             | Vin     | Per     | Tot     | PF      | PS      | risultato | avversaria      |
| -------- | -------------- | -------------- | -------------- | -------------- | -------------- | -------------- | ------- | ------- | ------- | ------- | ------- | --------- | --------------- |
| 2011     | 2              | 0              | 1              | 3              | 71             | 98             | 0       | 1       | 1       | 0       | 28      | Finale    | Budapest Wolves |
| Totale   | 2              | 0              | 1              | 3              | 71             | 98             | 0       | 1       | 1       | 0       | 28      |           |                 |

Fonti: Enciclopedia del Football - A cura di Massimo Mezzetti

##### Divízió II (secondo livello)/Divízió I (secondo livello)
| Stagione | regular season | regular season | regular season | regular season | regular season | regular season | playoff | playoff | playoff | playoff | playoff | playoff     | playoff        |
|          | Vin            | Par            | Per            | Tot            | PF             | PS             | Vin     | Per     | Tot     | PF      | PS      | risultato   | avversaria     |
| -------- | -------------- | -------------- | -------------- | -------------- | -------------- | -------------- | ------- | ------- | ------- | ------- | ------- | ----------- | -------------- |
| 2007     | 2              | 0              | 2              | 4              | 79             | 33             | -       | -       | -       | -       | -       | Terzo posto | -              |
| 2008     | 5              | 0              | 0              | 5              | 192            | 52             | 2       | 0       | 2       | 57      | 20      | Campioni    | Zala Predators |
| 2019     | 4              | 0              | 2              | 6              | 134            | 116            | -       | -       | -       | -       | -       | -           | -              |
| Totale   | 11             | 0              | 4              | 15             | 405            | 201            | 2       | 0       | 2       | 57      | 20      |             |                |

Fonti: Enciclopedia del Football - A cura di Massimo Mezzetti

##### Divízió II (terzo livello)
| Stagione | regular season | regular season | regular season | regular season | regular season | regular season | playoff | playoff | playoff | playoff | playoff | playoff    | playoff              |
|          | Vin            | Par            | Per            | Tot            | PF             | PS             | Vin     | Per     | Tot     | PF      | PS      | risultato  | avversaria           |
| -------- | -------------- | -------------- | -------------- | -------------- | -------------- | -------------- | ------- | ------- | ------- | ------- | ------- | ---------- | -------------------- |
| 2012     | 4              | 0              | 1              | 5              | 193            | 58             | 0       | 1       | 1       | 14      | 37      | Semifinale | Újbuda Rebels 2      |
| 2014     | 3              | 0              | 1              | 4              | 104            | 60             | 1       | 1       | 2       | 26      | 50      | Semifinale | Miskolc Renegades    |
| 2017     | 5              | 0              | 0              | 5              | 167            | 33             | 3       | 0       | 3       | 68      | 7       | Campioni   | Szombathely Crushers |
| Totale   | 12             | 0              | 2              | 14             | 464            | 151            | 4       | 2       | 6       | 108     | 94      |            |                      |

Fonti: Enciclopedia del Football - A cura di Massimo Mezzetti

#### Coppa
| Stagione | regular season | regular season | regular season | regular season | regular season | regular season | playoff | playoff | playoff | playoff | playoff | playoff   | playoff    |
|          | Vin            | Par            | Per            | Tot            | PF             | PS             | Vin     | Per     | Tot     | PF      | PS      | risultato | avversaria |
| -------- | -------------- | -------------- | -------------- | -------------- | -------------- | -------------- | ------- | ------- | ------- | ------- | ------- | --------- | ---------- |
| 2006     | 0              | 0              | 2              | 2              | 13             | 116            | -       | -       | -       | -       | -       | -         | -          |
| Totale   | 0              | 0              | 2              | 2              | 13             | 116            | -       | -       | -       | -       | -       |           |            |

Fonti: Enciclopedia del Football - A cura di Massimo Mezzetti

### Tornei internazionali

#### IFAF CEI Interleague
| Stagione | regular season | regular season | regular season | regular season | regular season | regular season | playoff | playoff | playoff | playoff | playoff | playoff   | playoff             |
|          | Vin            | Par            | Per            | Tot            | PF             | PS             | Vin     | Per     | Tot     | PF      | PS      | risultato | avversaria          |
| -------- | -------------- | -------------- | -------------- | -------------- | -------------- | -------------- | ------- | ------- | ------- | ------- | ------- | --------- | ------------------- |
| 2012     | 3              | 0              | 0              | 3              | 117            | 72             | 1       | 0       | 1       | 25      | 20      | Campioni  | Bratislava Monarchs |
| Totale   | 3              | 0              | 0              | 3              | 117            | 72             | 1       | 0       | 1       | 25      | 20      |           |                     |

Fonti: Enciclopedia del Football - A cura di Massimo Mezzetti

### Riepilogo fasi finali disputate
| Anno            | Luogo    | Evento               | Fase del torneo | Incontro                                  | Risultato |
| 5 luglio 2008   |          | Divízió II           | Pannon Bowl     | Nyíregyháza Tigers - Zala Predators       | 36 - 20   |
| 24 ottobre 2009 |          | Divízió I            | Semifinale      | Budapest Wolves - Nyíregyháza Tigers      | 26 - 7    |
| 16 ottobre 2010 | Budapest | Divízió I            | Hungarian Bowl  | Budapest Wolves - Nyíregyháza Tigers      | 58 - 0    |
| 17 luglio 2011  |          | Divízió I            | Pannon Bowl     | Nyíregyháza Tigers - Békéscsaba Raptors   | 42 - 7    |
| 6 novembre 2011 | Győr     | Fall Bowl            | Finale          | Budapest Wolves - Nyíregyháza Tigers      | 28 - 0    |
| 1º luglio 2012  |          | Divízió II           | Semifinale      | Újbuda Rebels 2 - Nyíregyháza Tigers      | 25 - 20   |
| 7 luglio 2012   |          | IFAF CEI Interleague | Finale          | Nyíregyháza Tigers - Bratislava Monarchs  | 25 - 20   |
| 2014            |          | Divízió II           | Semifinale      | Miskolc Renegades - Nyíregyháza Tigers    | 44 - 2    |
| 21 giugno 2015  | Budapest | HFL                  | Semifinale      | Bratislava Monarchs - Nyíregyháza Tigers  | 44 - 6    |
| 4 giugno 2016   |          | HFL                  | Semifinale      | Budapest Cowbells - Nyíregyháza Tigers    | 24 - 7    |
| 16 luglio 2017  |          | Divízió II           | Duna Bowl       | Nyíregyháza Tigers - Szombathely Crushers | 14 - 7    |
| 30 giugno 2018  |          | HFL                  | Semifinale      | Budapest Wolves - Nyíregyháza Tigers      | 35 - 20   |

## Palmarès
- 1 Pannon Bowl (titolo nazionale) (2011)
- 1 Pannon Bowl (secondo livello) (2008)
- 1 Duna Bowl (2017)
- 1 IFAF CEI Interleague (2012)